# Dimitri Qipiani

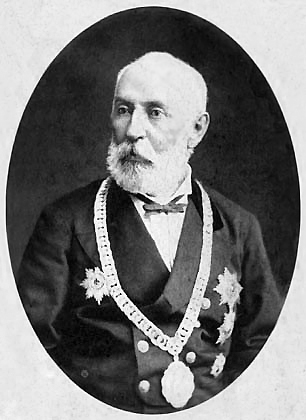
Dimitri Qipiani (1870er)

Dimitri Qipiani (georgisch დიმიტრი ყიფიანი; * 14.jul. / 26. Juni 1814greg. in Mereti, Innerkartlien; † 24. Oktoberjul. / 5. November 1887greg. in Stawropol) war ein georgischer Publizist, Gutsbesitzer und höherer Beamter in der Verwaltung des russischen Vizekönigs im Kaukasus.

## Leben und Werk
Qipiani wurde vom Vizekönig damit beauftragt, einen Weg zu finden, die georgischen Leibeigenen zu befreien. Sein Plan war aber ungenügend: Die Leibeigenen sollten keinen Grundbesitz erhalten, sondern weiterhin den Grund ihrer Herren bebauen und für diese Landnutzung als Gegenleistung Pacht entrichten.
Quipiani war auch schriftstellerisch tätig. Er schrieb Erzählungen und Gedichte (Der Mtazminda von Qwischcheti, Antwort eines alten Freundes), veröffentlichte Übersetzungen und literarhistorische Schriften. 1882 gab er eine Neue georgische Grammatik heraus.